# Biserica Unificării

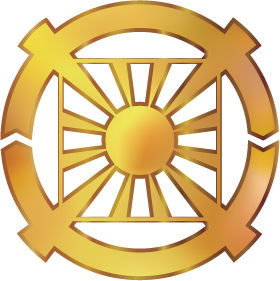
Simbolul Bisericii Unificării

Biserica Unificării, fondată în anul 1954 de către Sun Myung Moon (n. 6 ian. 1920, Coreea de Nord) este o nouă mișcare religioasă.
Înființată sub numele de „Asociația Sfântului Duh pentru Unificarea Creștinismului Mondial”, și-a schimbat numele în 1994 în „Federația familiilor pentru pace și unificare în Lume” la nivel Mondial. A nu se confunda însă, în Republica Moldova cultul religios este înregistrat oficial în 2008 sub numele de ”Biserica Unificării”, iar ”Federația Familiilor pentru Pace și Unificare în Lume” din Moldova este o Organizație Non-Guvernamentală (ONG).
De la fondarea sa, biserica s-a extins în întreaga lume, majoritatea membrilor trăiesc în Coreea, Japonia, Filipine, și alte națiuni din Asia de Est.  Aceasta a sponsorizat alte organizații și proiecte de-a lungul anilor; inclusiv întreprinderi, mass-media, proiecte în educație și arte, și activism politic și social. Biserica a fost condusă de Moon până la moartea sa de pe 3 septembrie 2012. De atunci, văduva lui Hak Ja Han și-a asumat conducerea bisericii.
Numărul membrilor este în jur de 2 milioane.
Membrii cred că Sun Myung Moon este mesia.
Cartea principală a mișcării este numită „Principiul Divin”.

## Istoria
Sun Myung Moon a predicat în Coreea de Nord, după sfârșitul celui de-al doilea război mondial și în 1946 a fost închis de către regimul comunist din Coreea de Nord. El a fost eliberat din închisoare de către forțele americane și Organizația Națiunilor Unite în timpul războiului din Coreea, și s-a mutat spre sud, împreună cu mulți alți nord-coreeni. El a construit prima sa biserică din noroi și cutii de carton ca refugiat în Busan. Moon a fondat în mod oficial Biserica Unificării la Busan pe data de 1 mai 1954 numind-o "Asociația Sfântului Duh pentru Unificarea Creștinismului Mondial." (ASDUCM). Biserica s-a extins rapid în Coreea de Sud și până la sfârșitul anului 1955 a avut 30 de centre bisericești în întreaga națiune.

### Expansiunea la nivel internațional
În 1958, Moon a trimis misionari în Japonia, iar în 1959, în America. Moon s-a mutat în Statele Unite în 1971, deși a rămas cetățean al Republicii Coreea. În 1971, Biserica Unificării din Statele Unite a avut aproximativ 500 de membri. În 1973, biserica deja a avut membri în toate cele 50 de state, circa câteva mii de membri. În 1970 membrii americani ai Bisericii Unificării s-au remarcat prin entuziasmul și devotamentul lor, care de multe ori a inclus colectarea de fonduri pentru proiectele bisericii prin așa numitele "echipe mobile de colectare de fonduri." 
Biserica a trimis, de asemenea, misionari în Europa. Biserica a intrat în Cehoslovacia în 1968 și a rămas în subsol până în 1990. activitate Bisericii Unificării în America de Sud a început în 1970 cu lucrarea misionară. Mai târziu, biserica a făcut investiții mari în cadrul organizațiilor civice și proiecte de afaceri, inclusiv un ziar internațional.
Începând din anii 1990, Biserica Unificării s-a extins în Rusia și alte foste națiuni comuniste. Hak Ja Han, soția lui Moon a participat la o emisiune de radio către națiune de la Palatul de Stat din Kremlin. În 1994, biserica a avut aproximativ 5000 de membri în Rusia. Aproximativ 500 de studenți ruși au fost trimiși în SUA pentru a participa la seminare de principiu divin de 40 de zile.

### Activități de amploare
În anii 1970, Moon a dat o serie de discursuri publice în Statele Unite, inclusiv unul în Madison Square Garden din New York în 1974 și două în 1976: pe Stadionul Yankee din New York, și la baza Monumentul lui Washington în Washington, DC, unde Moon a vorbit despre "Speranța lui Dumnezeu pentru America" la 300.000 de oameni. În 1975, Biserica Unificării a organizat cea mai mare adunare pentru Pace din întreaga istorie a omenirii, cu 1,2 milioane de persoane din Yeouido, Coreea de Sud.
Începând din anul 1972, Biserica Unificării a sponsorizat Conferinta internationala privind Unitatea Științei, o serie de conferinte stiintifice.  Prima conferință a avut 20 de participanti, în timp ce cea mai mare conferință de la Seul din 1982, a avut 808 de participanți din peste 100 de țări.  Printre participanți au fost și laureați ai Premiului Nobel cum ar fi John Eccles (Fiziologie sau Medicina 1963, care a prezidat conferinta din 1976) și Eugene Wigner (Fizica 1963).
În 1974 Moon a fondat Seminarul Teologiei Unificării, în Barrytown, New York, în parte, în scopul de a îmbunătăți relațiile Bisericii Unificării, cu alte biserici. Profesori de la alte confesiuni, inclusiv un preot metodist, un presbiterian, și un preot romano-catolic, precum și un rabin, au fost angajați pentru a preda studenților unificaționiști.
În anii 1980 Moon a instruit membrii bisericii pentru a lua parte la un program numit "Biserica de Casă", prin care membrii contribuiau la comunitățile și vecinătățile în care erau amplasați prin intermediul serviciului public. În 1982 a avut loc prima ceremonie de binecuvântare pe scară largă în afara Coreei, ea a avut loc în Madison Square Garden din New York, cu 2075 de cupluri. În 1988, Moon a potrivit 2.500 de membri coreeni cu membri japonezi într-o ceremonie de binecuvântare care a avut loc în Coreea, în parte pentru a promova unitatea între cele două națiuni.

### Scurt istoric al Bisericii Unificării din Moldova
Primii misionari ai  Bisericii Unificării în Republica Moldova au venit în țară în 1993. În 2007, Parlamentul Republicii Moldova a adoptat o nouă lege privind religiile, în conformitate cu standardele internaționale. Pe 15 mai 2008, Biserica Unificării a fost înregistrată ca organizație religioasă de către Ministerul Justiției și a dobândit astfel un statut juridic. 
Către finele anului 2015, Biserica Unificării din Republica Moldova avea 120 de membri.

## Teologia
Principiul Divin sau Expunerea Principiul Divin (coreeană 원리 강론 / 原理 講 論, Wonli Ganglon) este principalul manual teologic al Bisericii Unificării. A fost co-scris de fondatorul bisericii Sun Myung Moon și unul din primii ucenici Hyo Won Eu și publicat pentru prima dată în 1966. O traducere a cărții, întitulată Principiul Divin a fost publicată în limba engleză în 1973. Cartea reprezintă miezul Teologiei Unificării, și este considerată de credincioși ca parte a Sfintei Scripturi. Teologia Unificării sistematizată în această carte cuprinde:
(1) Idealul lui Dumnezeu și Scopul lui Dumnezeu pentru care a creat oamenii
(2) Cauza conflictelor și a eșuării împlinirii Idealului lui Dumnezeu - Căderea omului în păcat și 
(3) Procesul de Restaurare (a Idealului lui Dumnezeu) - procesul prin care Dumnezeu de-a lungul întregii istorii a omenirii lucrează pentru a elimina efectele negative ale căderii în păcat și de a restabili omenirea înapoi la relația și poziția pe care Dumnezeu a intenționat-o de la bun început.
Dumnezeu este privit ca creator, a cărui natură combină atât masculinitatea cât și feminitatea, și este sursa adevărului, frumuseții, și bunătății. Ființele umane și universul reflectă natura, scopul și personalitatea lui Dumnezeu. "Relația de Dare și Primire” (interacțiunea reciprocă) și "Pozițiile de subiect și obiect" (inițiator și receptor) sunt "conceptele cheie", și sinele este proiectat pentru a fi obiect al lui Dumnezeu. Scopul existenței umane este de a reîntoarce bucurie lui Dumnezeu. "Fundamentul celor Patru Poziții" este "un alt concept important", și explică în parte importanța familiei.
Eugene V. Gallagher a comentat: "Analiza Căderii din principiul divind stabilește scena pentru misiunea Rev. Moon, care în ultimele zile aduce o revelație care oferă omenirii șansa de a reveni la o stare edenică. Relatarea din Principiul Divin oferă Unificaționiștilor un context global pentru a înțelege suferința umană. "